# 安川員仁
安川 員仁（やすかわ かずよし、1950年8月28日 - ）は、日本の経営者。三協精機社長を務めた。福島県出身。

## 経歴・人物
1971年に福島工業高等専門学校を卒業し、同年4月に三協精機製作所に入社。2004年3月に取締役に就任し、2005年4月に常務を経て、2006年6月には社長に就任。2015年4月には相談役に就任。